# Gynenomis mindanaoensis
Gynenomis mindanaoensis là một loài bướm đêm trong họ Crambidae.